# خوسيه أنطونيو كونده
خوسيه أنطونيو كونده (بالإسبانية: José Antonio Conde)‏ José Antonio Conde ـ (1765 - 1820 م) هو مستشرق إسباني، وهو أول مؤلف إسباني يكتب تاريخًا كاملًا لما أسماه «الاحتلال العربي لإسبانيا»، وقد صدر هذا الكتاب عقب وفاته.
تخرج من المعهد الديني في كونيكا. ظهر عليه التعاطف مع الماضي الإسباني - الموريسكي.

## من آثاره
- تاريخ حكم العرب في إسبانيا، استناداً إلى مخطوطات ومؤلفات عربية متعددة، مدريد، 1820 - 1821 م.
- «خلفاء قرطبة»، 1820.
- «أشعار شرقية»، مدريد، 1819.
- «في النقود العربية»، مدريد 1817.
- El Evanteo قصيدة مترجمة، 1787.
- «أبو عبد الله بن محمد، الشريف الإدريسي: وصف إسبانيا، الأصل العربي مع ترجمة إسبانية وتعليقات»، 1799.[3]

كتب كونده أيضًا في سنة 1787 مقدمة للمعجم الإسباني اللاتيني العربي الذي وضعه الراهب فرانسيسكو كانيس، جعل عنوانها «أهمية معرفة اللغة العربية لدراسة تاريخ إسبانيا». وفي هذه المقدمة ـ التي بين فيها أنه لا غنى عن معرفة العربية لتبين أصول كثير من الألفاظ الإسبانية ـ أشار أيضًا إلى أن هذه المعرفة ضرورية لتبين أصول عدد كبير من الأعلام الجغرافية الإسبانية، ثم طرح بعد ذلك مشروعًا لكتابة «معجم جغرافي لإسبانيا».